# Вилхелм II фон Рененберг
Вилхелм II фон Рененберг (на немски: Wilhelm II von Rennenberg; † 18 март 1541 или 18 юли 1546) е господар на замък Рененберг над Линц ам Райн в Рейнланд-Пфалц, фрайхер на Рененберг в Дике, господар на Цуйлен при Утрехт (Нидерландия).

## Произход и наследство
Той е син на Херман VI фон Рененберг († между 12 февруари и ноември 1471 и 27 ноември 1472) и съпругата му Амелия (Амели) фон Ербах († 23 март 1482/23 март 1484), дъщеря на Ото Шенк фон Ербах († 1468) и графиня Амелия/Амели фон Вертхайм († сл. 1442), дъщеря на граф Михаел I фон Вертхайм (1400 – 1440). Потомък е на Герхард фон Рененберг († 1270) и Бенедикта Валподе фон дер Нойербург († 1270).
Вилхелм II фон Рененберг умира на 18 юли 1546 г. и е погребан в Остброек.
Благородническата фамилия фон Рененберг измира по мъжка линия през 1585 г. със синът му Херман, който поставя сестра си Анна за наследничка.

## Фамилия
Първи брак: пр. 30 юни 1501 г. с Катарина фон Шваненберг († пр. 29 август 1507), дъщеря на Винценц фон Шваненберг, бургграф на Лимбург, и Алверадис фон Палант († 1507). Бракът е бездетен.
Втори брак: на 29 август 1507 г. в Мехелен, Фландрия, за Корнелия фон Кулембург (* 14 март 1486; † 23 юни 1541), дъщеря на Гаспар II фон Кулембург († 1504) и графиня Жанна Бургундска († 1511), внучка на херцог Филип III Добрия от Бургундия и Лотарингия (1396 – 1467). Те имат 11 деца:
- Вилхелм фон и цу Рененберг († 12 февруари 1541), фрайхер на Рененберг, женен на 1 май 1520 г. за Анна фон Неселроде-Еренщайн († 28 януари 1569)
- Язпер фон Рененберг († 25 февруари 1544), каноник в „Св. Ламберт“ в Лиеж
- Франц фон Рененберг
- Херман фон Рененберг († 23 февруари 1585), граф на Рененберг, електор на Утрехт, домхер и свещеник в Калденкирхен
- Йохана фон Рененберг († 28 март 1574), канонеса в Торн
- Анна фон Рененберг († сл. 3 септември 1583), наследничка, омъжена 1532/18 януари 1533 г. в Брюксел за граф Филип де Лаленг († 30 юни 1555), граф де Ренебург, щатхалтер на Юлих (1543) и Гелдерн (1544 – 1555)
- Корнелия фон Рененберг († 1573), омъжена пр. 5 януари 1546 г. за Гозвин Кетелер († 5 ноември 1551)
- Амелия/Амели фон Рененберг († 1550/1556), абатиса на „Св. Мария им Капитол“ в Кьолн
- Ева фон Рененберг (* 28 февруари 1519; † 8 ноември 1579), канонеса в Торн (1531 – 1545), омъжена на 5 януари 1546 г. в Кемпен за Тидо фон Инхаузен-Книпхаузен (* 1500; † 18 февруари 1565)
- Елизабет фон Рененберг (* 13 декември 1517; † 2 декември 1577), омъжена за Йохан фон Залм-Райфершайдт († 18 февруари 1568)
- Мария фон Рененберг († 1531)/Гуда, канонеса в Торн